# Economía de la dinastía Qing

Un mapa de la dinastía Qing en el.

La dinastía Qing (1644-1912) fue el país más poblado del mundo durante casi dos siglos y contó con una economía grande y diversificada. La Alta dinastía Qing presenció un período de rápido crecimiento demográfico y económico, seguido de casi un siglo de estancamiento provocado por tratados desiguales, rebeliones, inundaciones y un gobierno fiscalmente conservador y descentralizado.
El período hasta la Alta dinastía Qing ha sido descrito por los académicos como una segunda revolución comercial, incluso más transformadora que la primera, ocurrida durante la dinastía Song. A finales del siglo XVIII se desarrolló una "economía circular" o "economía mercantil", en la que la comercialización penetró en la sociedad rural local a un nivel sin precedentes. Durante este período, la tendencia europea a imitar las tradiciones artísticas chinas, conocida como chinería, ganó gran popularidad en Europa en el siglo XVIII debido al aumento del comercio con China y la corriente más amplia del orientalismo.

## Agricultura

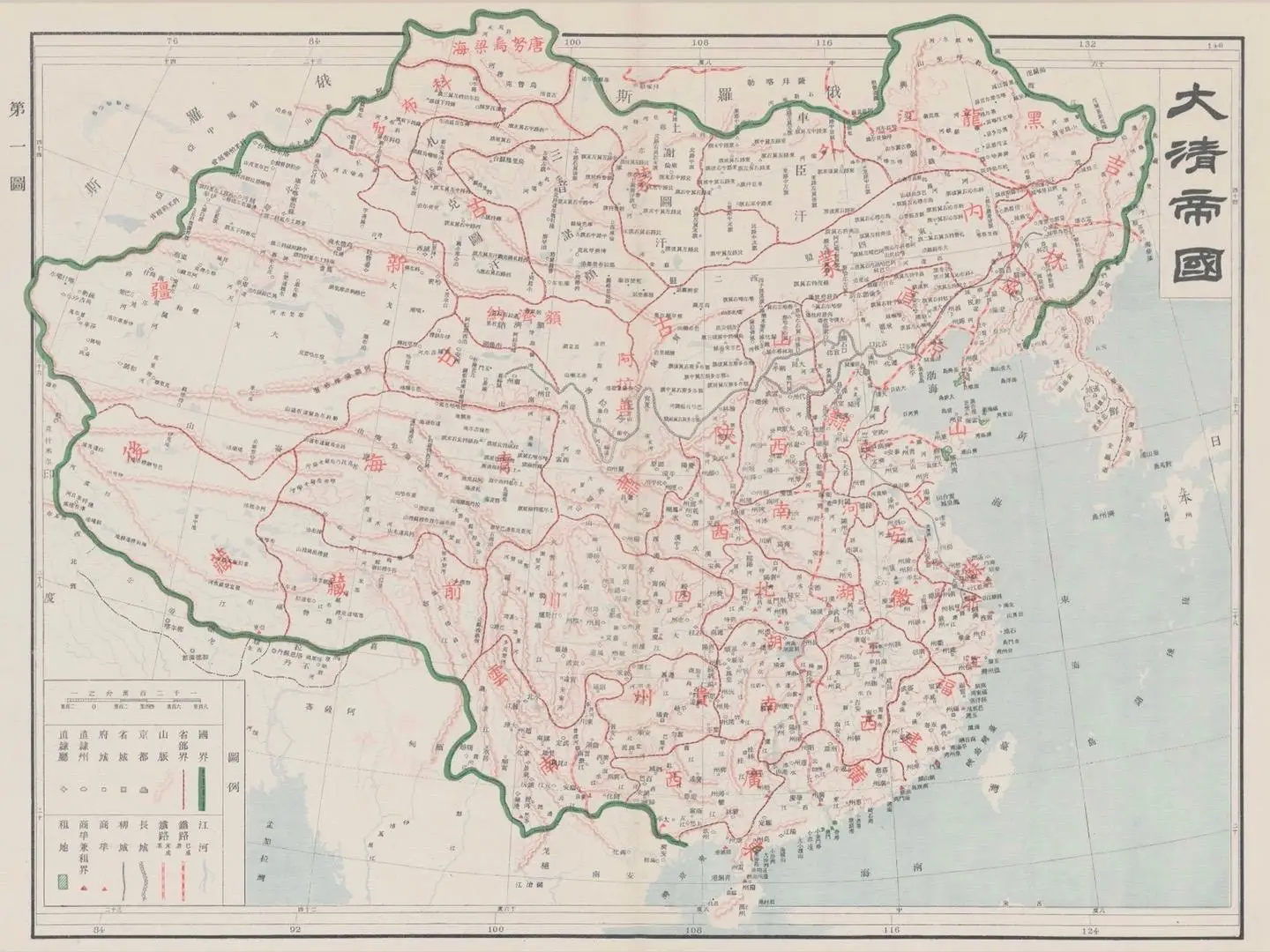
Mapa oficial del imperio publicado por la dinastía Qing en 1905.

Debido a las rebeliones de mediados de siglo, existe una clara falta de datos sobre la segunda mitad de la era Qing tardía. Esto ha llevado a una gran dependencia de las estimaciones de producción y a una reducción de las tendencias generales sobre cifras específicas. Sin embargo, la población se mantuvo en gran medida cerca de los 400 millones durante el siglo XIX y principios del XX, con una disminución significativa a mediados de siglo debido a rebeliones, inundaciones, hambrunas y otros problemas.
La dinastía Qing controlaba gran parte de Asia, incluyendo áreas más allá de la China moderna, por lo que su agricultura era muy variada. Sin embargo, se pueden identificar tendencias generales: el sur de China (generalmente al sur del río Yangtsé) producía arroz y el norte, trigo. También se pueden identificar otros productos básicos provinciales y patrones agrícolas; por lo general, Guangxi y Cantón se especializaban en el doble cultivo de arroz, mientras que Zhejiang, Hunan y Jiangxi producían arroz y té. En cambio, Jiangsu, Anhui y Hubei producían tanto arroz como trigo, cultivando el trigo en invierno. Shandong, Henan y Zhili (Hebei) producían trigo de invierno y kaoliang. Shaanxi y Shanxi, además de Gansu Oriental y Ningxia Meridional, también producían trigo de invierno junto con mijo; Manchuria producía soja y kaoliang, mientras que Sichuan, Yunnan y Guizhou producían arroz. Mongolia Interior y Exterior eran predominantemente tierras de pastoreo, mientras que Sinkiang dependía de los oasis para la agricultura. De la misma manera, en el Tíbet la agricultura se desarrollaba predominantemente en los valles, y el resto del territorio se utilizaba para pastoreo.
Los campesinos solían cultivar diversos tipos de cultivos y diversificar sus actividades. En las zonas menos cultivables, se adaptaron cultivando la mayor parte de sus propios cereales como cultivos anuales, mientras que las legumbres se cultivaban semestralmente, a la vez que producían artesanías o trabajaban como jornaleros siempre que era posible para complementar sus ingresos. A medida que la paz y la prosperidad se prolongaban durante el siglo XVIII, la población fue diversificando cada vez más sus funciones. En las zonas más cultivables y productivas del norte de China, las familias cultivaban varios cultivos al año, generalmente uno alimentario y otro industrial, como el algodón y la morera. En el sur de China, las tierras productivas solían cultivar dos cultivos alimentarios, uno para la subsistencia y el otro para la venta. Como alternativa, seguían el régimen del norte de China, ya mencionado, de un cultivo alimentario y uno industrial. En el extremo sur de China, la costumbre era cultivar tres cultivos: dos de arroz y uno de trigo o frijoles.
En general, los emperadores Qing desalentaban la producción de cultivos no cerealistas, considerándolos inmorales y, a la vez, causantes de escasez de alimentos. Si bien el tabaco no fue prohibido, el emperador Yongzheng declaró ante el Gran Consejo que su cultivo era perjudicial, e incluso contempló la creación de organismos de supervisión agrícola a nivel nacional para fomentar una agricultura correcta. Si bien este plan nunca se implementó, el emperador sí desacreditó el desperdicio de grano, especialmente su uso para alimentar al ganado.

### Productividad agrícola
La intelligentsia Qing reconoció la debilidad de sus métodos agrícolas en comparación con la próspera agricultura europea, que alimentaba a más personas con menos tierra y muchos menos trabajadores que China. Argumentaron a favor de la mecanización y la modernización de las técnicas agrícolas. Este deseo de modernización fue repetido por funcionarios como Zhang Zhidong, quien señaló que China ya tenía problemas de suministro de alimentos y que el país estaba sobrepoblado. Su solución fue la química, en forma de fertilizantes, que, según su teoría, permitiría a China sustentar al 300% de su población actual de 400 millones, lo que equivale a más de 1.200 millones, una cifra inferior a la población actual de China.

### Presión poblacional
A lo largo del período Qing se produjo un inmenso aumento demográfico, lo que ejerció una presión extraordinaria sobre la tierra, tanto para generar trabajo como para alimentar a la población. Tan solo entre 1873 y 1893, la población aumentó un 8%, mientras que las tierras cultivadas aumentaron tan solo un 1%. En consecuencia, la superficie de las tierras disminuyó; sin embargo, no se produjo simultáneamente una caída del nivel de vida ni un aumento de la pobreza. Todo el siglo XIX fue un largo período de estancamiento para el sector agrícola; para seguir alimentando a una población creciente, se optó por cultivos más ricos en calorías y, por consiguiente, más intensivos en mano de obra, en lugar de cualquier reforma o mejora tecnológica, agrícola o institucional. La producción total de alimentos de los principales cultivos alimentarios superó los 2.000.000.000 de piculs o 120.957.964 toneladas, una cantidad capaz de proporcionar alimentos a toda la nación. El gran excedente de mano de obra de China, aplicado durante siglos, si no milenios sucesivos, permitió un gran rendimiento por unidad de arroz: se situó en 2,3 toneladas/hectárea en el siglo XVII. En contraste, India solo había alcanzado 1,36 toneladas/hectárea en la década de 1960, y China en el mismo período solo había aumentado a 2,5 toneladas/hectárea, un aumento insignificante por unidad. Sin embargo, estas impresionantes unidades ocultan el hecho de que la gran mayoría de las 2,3 toneladas eran alimento para los agricultores que lo cultivaban (que eran mucho más numerosos que en otras partes del mundo), y quedaba poco para el mercado. Este limitado excedente de alimentos, combinado con una alta demanda de mano de obra debido a los métodos agrícolas intensivos, significó que la industrialización se vio obstaculizada y ralentizada.
A principios del siglo XIX, se observaron indicios de tensión demográfica a medida que el número de matrimonios y nacimientos disminuía. Además, muchos habitantes de las regiones superpobladas emigraron a otras zonas de China, en particular a las regiones del Alto Amarillo y del Yangtsé, lo que exacerbó las tensiones y condujo a la Rebelión del Loto Blanco, así como al agotamiento y la degradación del suelo y a las inundaciones. Estas inundaciones fueron consecuencia de la deforestación, ya que el cultivo de maíz resultó demasiado intenso y denso para los suelos locales.

### Comercio agrícola

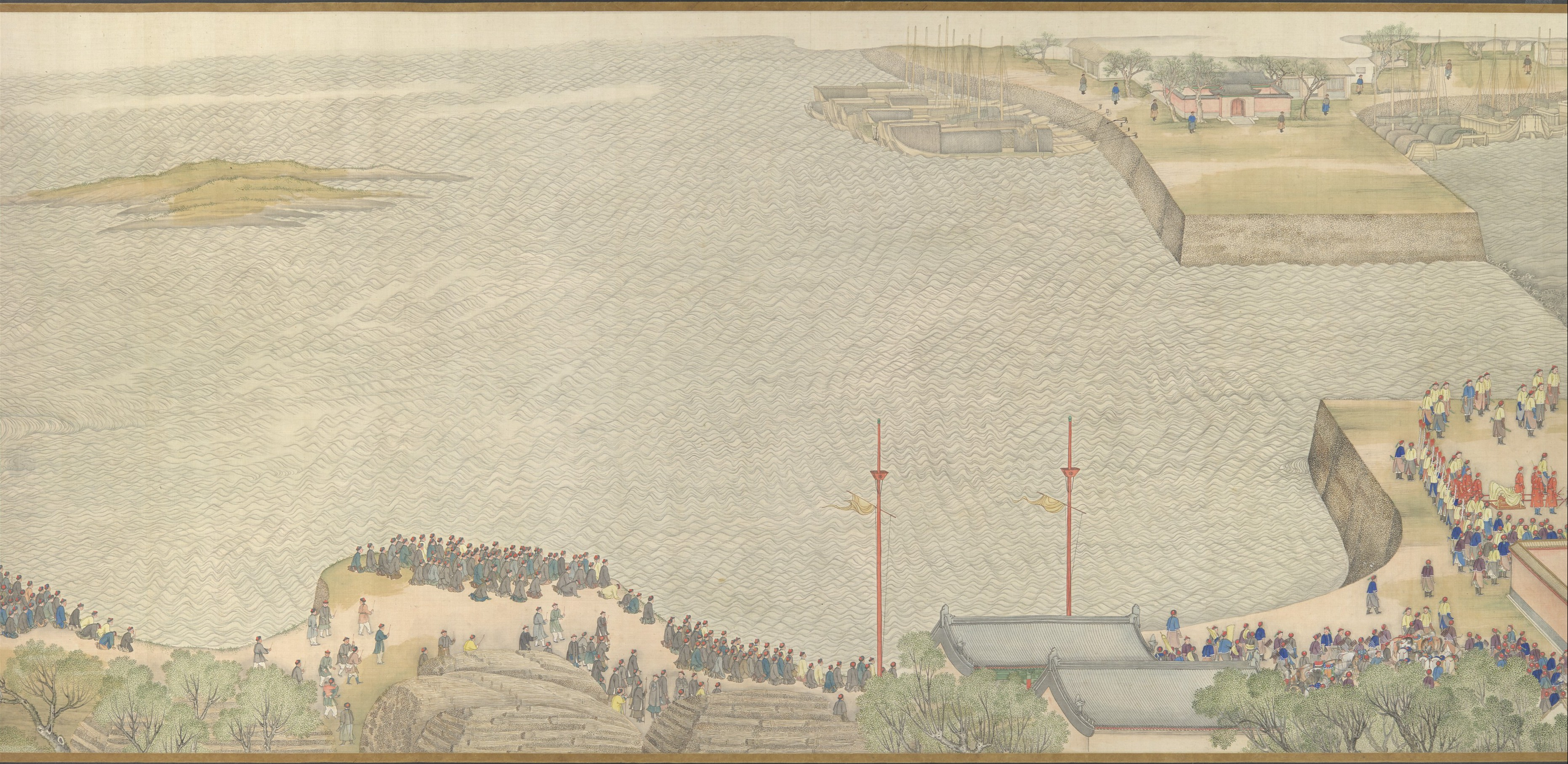
La confluencia de los ríos Huai y Amarillo eran fuentes importantes de irrigación y vitales para la agricultura en la llanura del norte de China.

El acceso al té, factor clave en las Guerras del Opio, dejó de ser el principal cultivo de exportación de China en 1887, siendo reemplazado por la seda, a medida que las exportaciones de seda, tanto cruda como refinada, aumentaron a lo largo de la dinastía. China también exportó cada vez más algodón crudo, ya que su industria nacional de hilado se vio superada por el hilado barato de las fábricas de Japón e India. Esto redujo la demanda de hilado y, por consiguiente, la de algodón en China, además de incrementar los precios del algodón crudo a nivel internacional, lo que incrementó su demanda en el extranjero. Sin embargo, el cultivo de opio fue el que más creció. Si bien no existen datos nacionales sobre este crecimiento, se registró una disminución en las importaciones de opio durante el período Qing tardío. Sir Robert Hart, del Servicio Imperial de Aduanas Marítimas, estimó la producción total en 334.000 piculs, lo que equivale a más de 2.000 toneladas. Edkins también señala que el servicio de aduanas registró 12.600 piculs pasando por Yichang en 1894 y 22.000 en 1897, un aumento considerable en sólo 3 años, y según el comisionado de la ciudad se importan 400 piculs menos de opio anualmente en el puerto de Zhenjiang.
A nivel nacional, el transporte de alimentos estaba muy extendido. Las zonas costeras de Hubei, Shanxi y Zhili importaban alimentos del resto de China y, a principios del siglo XIX, el valor del comercio interno de alimentos superaba los 168 millones de taels anuales, una cantidad tres veces superior al impuesto sobre los cereales.

### Regionalismo y centralización
A pesar de que en el siglo XVIII se observó una fuerte tendencia hacia la integración del mercado nacional, con Jiangnan como centro de riqueza para el siglo XIX, la tendencia volvió a la regionalización económica. En lugar de aplicar la mano de obra excedente a las parcelas ya cultivadas, impulsando así la productividad vertical, las tierras sin cultivar se desbrozaron y colonizaron, especialmente en las regiones fronterizas. Más allá de Jiangnan, la productividad agrícola no aumentó. En el norte de China, la producción de cultivos comerciales disminuyó, ya que el crecimiento demográfico incrementó la demanda de alimentos. Este retorno a la agricultura de subsistencia revirtió las tendencias previas hacia una economía de mercado, y la población urbana disminuyó en gran medida, al tiempo que la población rural prosperaba. La tasa de urbanización alcanzó el 5%, la mitad de la de la dinastía Song meridional.
El principal negocio textil de Jiangnan fue pronto desplazado cuando Hubei comenzó a intercambiar su algodón por alimentos de Sichuan, lo que provocó que la industria textil sichuanesa debilitara a Jiangnan. El declive de la capacidad de Jiangnan para exportar bienes también afectó su capacidad para adquirir productos de otras provincias.

## Industria y comercio
The late Qing routinely ran a trade deficit only reversed by the remittances of overseas Chinese and spending of foreigners without which from the entire period 1865-1911 there would be a deficit with a trade deficit in 1905 amounted to almost the entirety of the value of Qing exports this outflow of capital was not conducive or indicative of a developing economy which traditionally rely on the export of goods.
| Año  | Importaciones | Exportaciones | Remesas    | Gasto exterior | Total        |
| ---- | ------------- | ------------- | ---------- | -------------- | ------------ |
| 1865 | 55,700,00     | 54,100,00     | 50,000,000 |                | +48,400,000  |
| 1875 | 67,800,000    | 68,900,000    | 50,000,000 |                | +51,100,000  |
| 1885 | 88,200,000    | 65,000,000    | 50,000,000 |                | +26,800,000  |
| 1895 | 171,000,000   | 143,300,000   | 50,000,000 | 30,000,000     | +52,300,000  |
| 1905 | 447,100,000   | 227,900,000   | 50,000,000 | 12,500,000     | -156,700,000 |
| 1911 | 471,500,000   | 377,300,000   | 50,000,000 | 12,500,000     | -31,700,000  |

### Bancaria

#### Bancos extranjeros
El sistema bancario moderno, un motor clave para proporcionar capital a las empresas económicas modernas, estaba completamente ausente en China antes de 1850 con bancos británicos como HSBC (y sus predecesores) y la Oriental Banking Company manteniendo un monopolio sobre la banca china moderna hasta que los alemanes establecieron el Deutsch-Asiatische Bank en 1889, los otros países pronto siguieron, sin embargo, los chinos no establecieron sus propios bancos hasta 1898. Sin embargo, los bancos extranjeros eran mucho más variados en sus roles de lo que su rol como bancos les permitiría ser en Europa, actuaban como representantes de sus tesoros gubernamentales, tomaban depósitos del servicio de aduanas marítimas chino y el impuesto a la sal usado como garantías para préstamos extranjeros, así como emitían billetes bancarios a pesar de la falta de permiso del gobierno Qing citando su derecho extraterritorial para hacerlo siendo los únicos bancos confiables durante décadas, los bancos extranjeros se volvieron extremadamente ricos y poderosos con más de 35,000,000 de taels en billetes bancarios en circulación con altas estimaciones que sitúan la circulación en 300,000,000.

#### Bancos chinos
Durante la Reforma de los Cien Días, el emperador Guangxu aprobó la creación de un banco privado financiado por el gobierno: el Banco Comercial de China, con 5 millones de taeles. En 1905, se le unió el banco Hubu (posteriormente Da Qing), con 10 millones de taeles, y en 1907, el Banco de Comunicaciones. El número de bancos proliferó hasta alcanzar los 59. Para 1914, esta creciente industria bancaria, si bien no fue útil para la dinastía Qing, sí resultaría fundamental para los caudillos militares posteriores y el Gobierno nacionalista.

## Depresión de Daoguang
El reinado del emperador Daoguang (r. 1820-1850) presenció un prolongado período de depresión económica dentro de la dinastía Qing. La principal expresión de esta depresión fue una fuerte deflación, con la caída precipitada de precios y salarios. En Hebei, los precios agrícolas cayeron un 40 % entre 1820 y 1850, antes de recuperarse en 1844. Los productos artesanales se redujeron en un 30 %, pero los salarios cayeron más del 40 %. Este patrón de deflación no se limitó a Hebei, ya que en Pekín los salarios cayeron un 25 % entre 1823 y 1838, en términos de plata. Esta pronunciada deflación en términos de plata deprimió la economía en su conjunto. Esto se explica principalmente por la reversión del mercado de la plata, de un superávit a un déficit, provocada por la importación a gran escala de opio, que resultó en una salida de casi 134 millones de pesos durante el reinado de Daoguang. Sin embargo, esta perspectiva ha sido cuestionada recientemente, ya que el comercio del opio solo representó menos de la mitad de la exportación de opio. Se cree que el aumento del precio internacional de la plata provocó la salida de plata, y que cuando los precios de la plata cayeron en 1857, el mercado se revirtió y la plata volvió a entrar en la economía Qing a pesar de una mayor importación de opio.
TLa moneda de bronce también sufrió una grave deflación y, dado que representaba un componente importante de la economía rural, sus efectos fueron especialmente graves, ya que la adulteración y la devaluación de las monedas provocaron la caída de su valor. La plata acuñada, como el peso, ya predominante en el sur, fue reemplazada en gran medida como medio de intercambio en Jiangnan, donde se valoraba el peso estandarizado. Además, el bronce y la plata no se intercambiaban a un tipo de cambio fijo, por lo que la demanda de intercambio variaba enormemente según la temporada, y aún más con el tiempo, con la caída de la demanda de bronce, el precio relativo de la plata aumentó drásticamente. En Hebei, se necesitaban 2300 monedas de bronce por un tael de plata en 1850, mientras que en 1820 bastaban 1250; simultáneamente, los precios en Jiangsu subieron a 2000, mientras que en Zhejiang, donde predominaba la plata, el precio no superó los 1700. Esta diferencia de cambio a nivel local es un indicador clave de las diferentes demandas y ofertas de las monedas, ya que la demanda de bronce cayó mucho más que la oferta de plata, por lo que el tipo de cambio osciló marcadamente hacia la plata.

## Ganancia

### La administración de los impuestos

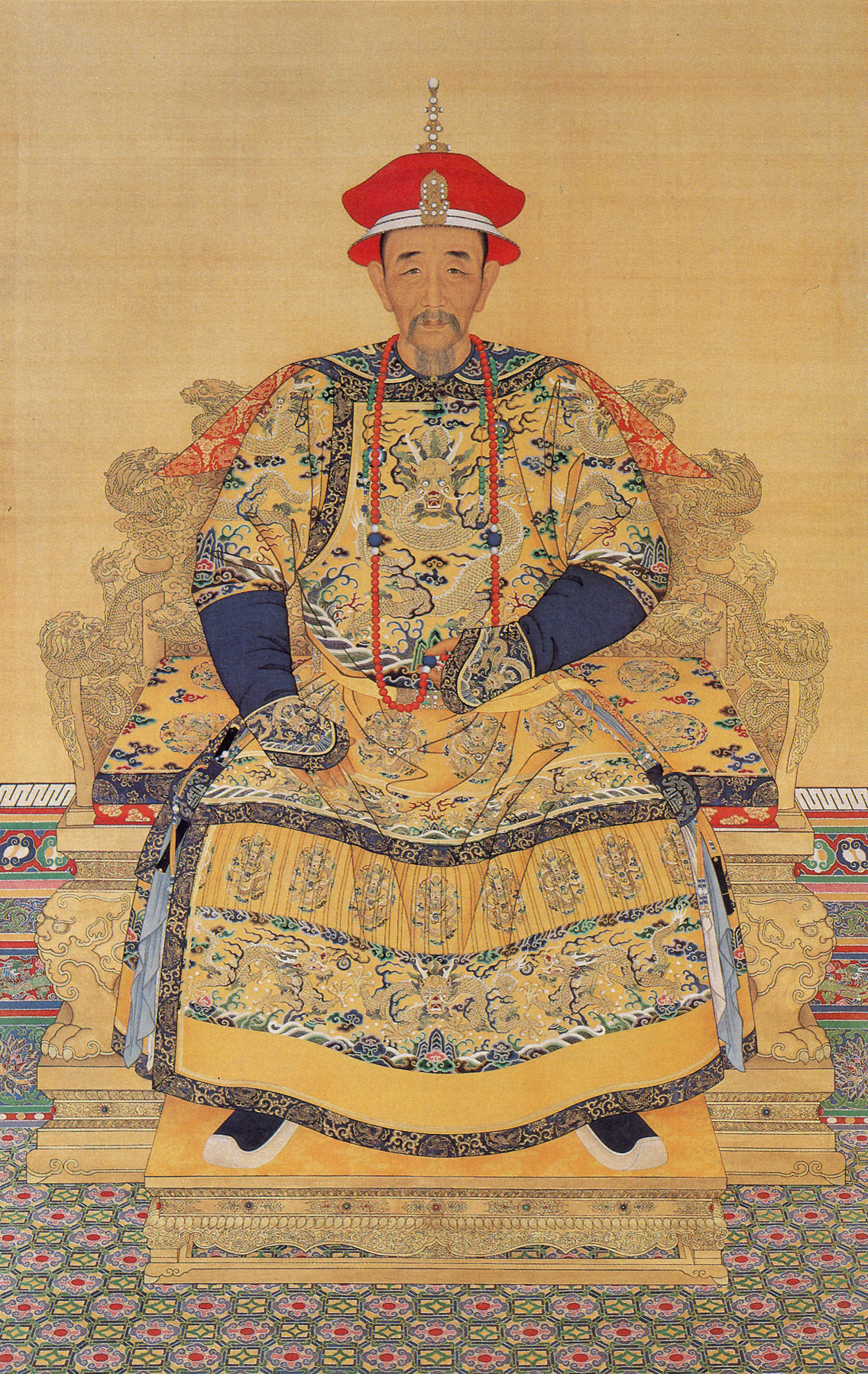
Un retrato del emperador Kangxi, el gobernante oficial más longevo de la dinastía Qing.

El sistema tributario Qing estaba altamente descentralizado, y el Trono asignaba cuotas para los impuestos a nivel local, mientras que el condado u otro organismo gubernamental proporcionaba la cantidad exigida por Beijing y guardaba el resto para sus propios gastos. El sistema tributario dependía abrumadoramente de la tierra y de su valor tanto cualitativo como cuantitativo, así como de un impuesto sobre los trabajadores varones registrados por hogar. Dado que los Qing no registraban todos los intercambios de tierras o el movimiento de personas, esto hacía que el sistema dependiera de frecuentes encuestas que se llevaban a cabo muy raramente a nivel nacional y con poca frecuencia a nivel local, lo que hacía que los ingresos tuvieran dificultades para seguir el ritmo de los crecientes gastos. La mayor parte de la recaudación de impuestos la realizaban los Lijia, que consistían en 110 hogares divididos en 11 grupos de 10. Los Lijia reportaban directamente al gobierno del condado. Las cuotas asignadas a Pekín se enviaban a las provincias, que las subdividían por condado, y estas, a su vez, las subdividían por Lijia. En teoría, esto resultaría en una carga fiscal equitativa por hogar, pero en realidad, los miembros de los Lijia a menudo negociaban entre ellos para recaudar los ingresos necesarios para cumplir con la cuota o para discutir una exención de impuestos debido a desastres naturales, una práctica permitida por los emperadores Qing en consonancia con el pensamiento político confuciano.

### Alto Qing

#### Tributación formal
El sistema Qing de finanzas gubernamentales estaba extremadamente descentralizado, sin que se publicara un presupuesto único ni se asignaran impuestos ad hoc. Esto impedía una recopilación fiable de datos y generaba discrepancias entre las fuentes, por lo que solo se pueden proporcionar estimaciones. El gobierno, en consonancia con el pensamiento político confuciano de la época, invirtió poco en la economía más allá de lo estrictamente necesario, como la defensa y el orden interno. La práctica Qing de recurrir en gran medida a un impuesto de capitación de tierras también limitó la cantidad en que se podían aumentar los ingresos, ya que solo el crecimiento de la población y la limpieza/conquista de nuevas tierras podían generar grandes aumentos de ingresos; esto se puede ver como que los ingresos solo aumentaron de 36.100.000 taels en 1725 a 43.300.000 taels en 1812, antes de disminuir a 38.600.000 taels en 1841. En un período de tiempo similar, la población aumentó de menos de 200.000.000 a más de 400.000.000, pero los ingresos para el Trono apenas aumentaron (los presupuestos provinciales y locales sí aumentaron). La principal razón de este estancamiento fue la fijación de las tasas del impuesto por persona por parte del emperador Kangxi en 1712, lo que creó un sistema de ingresos muy inflexible. El gobierno Qing tuvo que idear soluciones alternativas para aumentar los ingresos, como la tasa de fundición (un impuesto sobre la tasación de la moneda), que se aplicaba a los funcionarios como forma de combatir la corrupción al compensar su falta de pago. La segunda razón fue que los contribuyentes pagaran los costos de recaudación. La tercera fue la autonomía otorgada a los funcionarios para fijar el tipo de cambio oficial, desde el cobre en efectivo hasta el grano o la plata, que sería aceptado, lo que permitió establecer un tipo de cambio artificial para aumentar la recaudación.

##### Kangxi
A principios del siglo XVIII, los Qing se habían recuperado del desastre demográfico representado en la transición de Ming a Qing y los gastos aumentaron, pero los ingresos no, ya que la población móvil y los impedimentos administrativos y financieros impidieron que se realizaran encuestas independientes regulares, ya que las comunidades locales informaron deliberadamente de su situación para evitar impuestos; esto fue remediado por el emperador Kangxi, que absorbió el impuesto de capitación en el impuesto electoral, creando una cuota fija de 3.350.000 taels además del impuesto territorial. Si bien la cantidad podía reducirse en caso de desastre, Kangxi declaró expresamente que nunca se aumentaría.

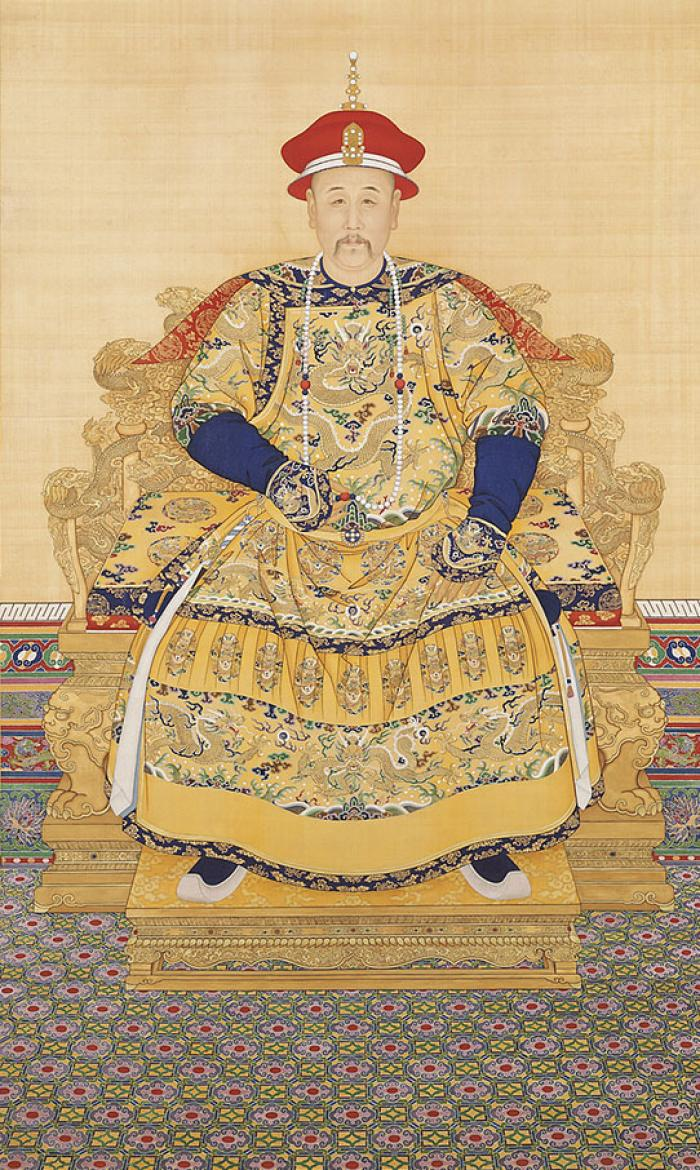
El emperador Yongzheng, que intentó en su breve reinado reformar la administración fiscal de la dinastía.

##### Yongzheng
Sin embargo, las reformas de Kangxi no solucionaron el déficit presupuestario ya que los gastos continuaron aumentando y se contabilizaron a nivel local mediante una multitud de recargos aplicados a los impuestos regulares a pesar de la ilegalidad de tales recargos según la ley Qing; el alcance de estos recargos variaba localmente pero podía ascender hasta el 80% de la cuota impositiva formal; una cantidad sustancial de dinero; estos recargos pagaban los salarios de los administradores locales y servicios tales como servicios legales y policiales, así como algunas obras de infraestructura a pequeña escala como las obras hidráulicas. Este sistema de tributación informal y no regulada naturalmente condujo a la corrupción ya que los administradores manipulaban los tipos de cambio y se embolsaban el excedente o aplicaban impuestos directos además del impuesto a la tierra, como la tarifa de fundición; esta corrupción a menudo afectaba a los pequeños terratenientes y a los contribuyentes, ya que carecían de la influencia y el poder para desafiar la corrupción que tenían la nobleza y los grandes terratenientes.
El emperador Yongzheng intentó controlar la corrupción y las malas prácticas con respecto a los recargos mediante una formalización del sistema donde la tarifa de fundición (huohao), dependiendo de las circunstancias locales, se convirtió en un impuesto formalizado además del impuesto territorial del 10 al 30% y se utilizó para pagar los salarios de los funcionarios locales y, por lo tanto, evitar recargos excesivos que anteriormente superaban el 30%. Sin embargo, esto no impidió los recargos adicionales ya que la razón principal de su existencia fue la ausencia de supervisión del gobierno central, que se combatió mediante auditorías específicas en áreas propensas a la corrupción y el sistema funcionó.

##### Qianlong
En la época del emperador Qianlong, la tasa de recargos aumentó de manera constante una vez más y los altos funcionarios conmemoraron al trono pidiendo la reversión de las reformas, ya que los recargos se aplicaron una vez más sobre la fundición, que a su vez se aplicó sobre el impuesto electoral, que a su vez se aplicó sobre el impuesto a la tierra, lo que llevó a una población sobrecargada a pesar de estos llamamientos, la tarifa de fundición siguió existiendo y, como la corrupción aumentó a medida que continuaba el reinado de Qianlong, la tasa de recargos aumentó continuamente hasta el nivel que Yongzheng consideró necesario para implementar la reforma. La razón de esta continua corrupción fue la falta de supervisión formal, ya que la burocracia Qing permaneció estancada a pesar de que la población del imperio se duplicó, y la recaudación de impuestos no fue administrada por la burocracia, sino delegada a la élite local. Este estancamiento persistió desde Yongzheng hasta la era Taiping, ya que el impuesto territorial, salvo cambios mínimos en respuesta a guerras o calamidades, no varió, ni tampoco el número de burócratas. No se realizaron catastros, y los registros tributarios de 1690 continuaron en uso. Solo los impuestos comerciales y sobre la sal experimentaron un aumento en sus ingresos, pero incluso estos se estancaron a mediados del siglo XVIII. Por lo tanto, en 1835, el gobierno Qing operaba en general con los mismos ingresos que en 1735.
| Fecha                       | Impuesto sobre la tierra | Tributo de grano (shi)* | Tarifa de fusión | Impuesto sobre la sal | Tarifas   | Varios    | Total (sin incluir grano) |
| --------------------------- | ------------------------ | ----------------------- | ---------------- | --------------------- | --------- | --------- | ------------------------- |
| 1685 (Kangxi temprano)      | 27,270,000               | 4,330,000               | N/A              | 2,760,000             | 1,200,000 | 910,000   | 32,140,000                |
| 1725 (Yongzheng temprano)   | 30,070,000               | 4,730,000               | 4,000,000        | 4,430,000             | 1,350,000 | 990,000   | 40,840,000                |
| 1753 (Qianlong temprano)    | 29,380,000               | 8,400,000               | 3,000,000 (1766) | 7,010,000             | 4,300,000 | 1,420,000 | 45,110,000                |
| 1812 (Mediados de Jiaqing)  | 29,530,000               | 7,400,000 (1820)        | 4,500,000        | 5,790,000             | 4,810,000 | 1,510,000 | 46,140,000                |
| 1841 (Mediados de Daoguang) | 29,430,000               | 7,400,000 (1820)        | N/A              | 7,470,000             | 4,350,000 | N/A       | 41,250,000                |

*Un shi de grano fluctuó alrededor de 2 taels durante todo el período dentro de la tabla.

#### Tributación informal
Totalmente separado y aludido en la tributación formal anterior, había una gran cantidad demandada en tributación informal en el impuesto a los granos y a la tierra, aunque existen pocas cifras dada la naturaleza informal de estos impuestos, los gobiernos locales recaudaron un 50-60% adicional exigido en tributación formal cuando se promedió a nivel nacional según las estimaciones del propio gobierno provincial, por lo que los ingresos reales fueron más parecidos a 50.000.000 de taels anuales y los del impuesto a los granos fueron casi 20.000.000 shi.

### Qing tardío

#### 1850-1894
Los efectos de las rebeliones de mediados de siglo y las Guerras del Opio exigieron una importante reforma fiscal. La primera de ellas fue la gran expansión de las aduanas y la fundación del Servicio Imperial de Aduanas Marítimas, que en 1854 comenzó a remitir regularmente los ingresos directamente al Trono, en lugar de a las provincias. Esto permitió al gobierno aumentar el gasto rápidamente y combatir las rebeliones de mediados de siglo a medida que su sistema fiscal básico comenzaba a desmoronarse.
Los gobiernos provinciales, presionados por el Trono para "donar" dinero para financiar la represión de las rebeliones, buscaron formalizar los recargos sobre los impuestos (principalmente el impuesto al grano) que los propios emperadores se negaron a formalizar. En Hunan, se trataba de un recargo del 130%, del cual el 100% se destinaba al ejército y el 30% a las necesidades provinciales. Esta medida, aprobada inicialmente por Luo Bingzhang, se aplicó rápidamente en Hubei, Jiangxi y Anhui, incrementando sus ingresos totales hasta en un 15%. La formalización vino acompañada de la abolición de los cargos informales y de medidas punitivas para cualquier extracción adicional. Esto, en Hubei, redujo la carga tributaria en 8.000 monedas por shi de tierra, una marcada disminución respecto a las 13.000 por shi. Así, las políticas del emperador Yongzheng se restablecieron un siglo después de su introducción y posterior derogación. Sin embargo, a diferencia de la era de Yongzheng, estas medidas no tuvieron repercusión, ya que Liu Kunyi se opuso enérgicamente a los memoriales que buscaban revertir las reformas y atacó a la oposición. Y, al destacar su propia evasión fiscal, el Trono se puso del lado de Liu y las medidas se mantuvieron vigentes, argumentando que, dado que los nuevos impuestos llevaban más de diez años en vigor y no habían causado disturbios, su permanencia era aceptable para las masas.
El segundo impuesto creado en este período fue el Likin, que en gran medida escapaba al control del Trono, ya que las provincias lo fijaban, recaudaban y gastaban de forma casi totalmente independiente. El Likin, en sí mismo una respuesta a las rebeliones de mediados de siglo, se creó para financiar los ejércitos utilizados para sofocarlas. Se trataba de un impuesto de tránsito interno ad valorem con tasas inferiores al 10%, y más comúnmente al 2% por barrera impositiva; el impuesto se recaudaba además en la producción del bien y también en su punto de venta. Así, un bien podía ser gravado varias veces a medida que transitaba por China. Esto proporcionó más de 10.000.000 de taels a la dinastía Qing a medida que su implementación se expandía por todo el país durante las décadas de 1850 y 1860. El impuesto se dividía en tres partes: la que se informaba al Trono, que a su vez se subdividía en la que iba a las arcas del Trono (20%) y la que permanecía en las arcas provinciales (80%), la tercera parte era la parte no informada, que era retenida íntegramente por el gobierno provincial.
Estos nuevos impuestos permitieron a los Qing reprimir las numerosas rebeliones y gastar los 70.000.000 de taels necesarios para hacerlo, pero incluso estos no fueron suficientes y un déficit presupuestario de 10.000.000 de taels siguió siendo la cantidad normal durante la siguiente década.
El gobierno Qing durante la restauración de Tongzhi se vio acosado por una serie de debates sobre la existencia del Lijin. Uno de sus defensores lo describió como una mera poda de las ramas superfluas, en lugar de recortar las raíces que representaban al campesinado, lo cual debilitaría toda la estructura. Por ello, se prefirió el Lijin, ya que desalentaría la inversión en actividades mercantiles y, por extensión, en la industria. Si bien esto no se consideró en ese momento, en su lugar impulsaría la inversión hacia la agricultura, que tenía una carga fiscal proporcionalmente menor. El gobierno Qing mantuvo su ideología fiscalmente conservadora y maltusiana, negándose a aumentar los impuestos agrícolas mientras recurría a los ingresos del sector comercial. Esto contrastaba con Japón, donde el gobierno introdujo un impuesto territorial universal e invirtió en la industria y el comercio; estas políticas obstaculizaron el desarrollo industrial.

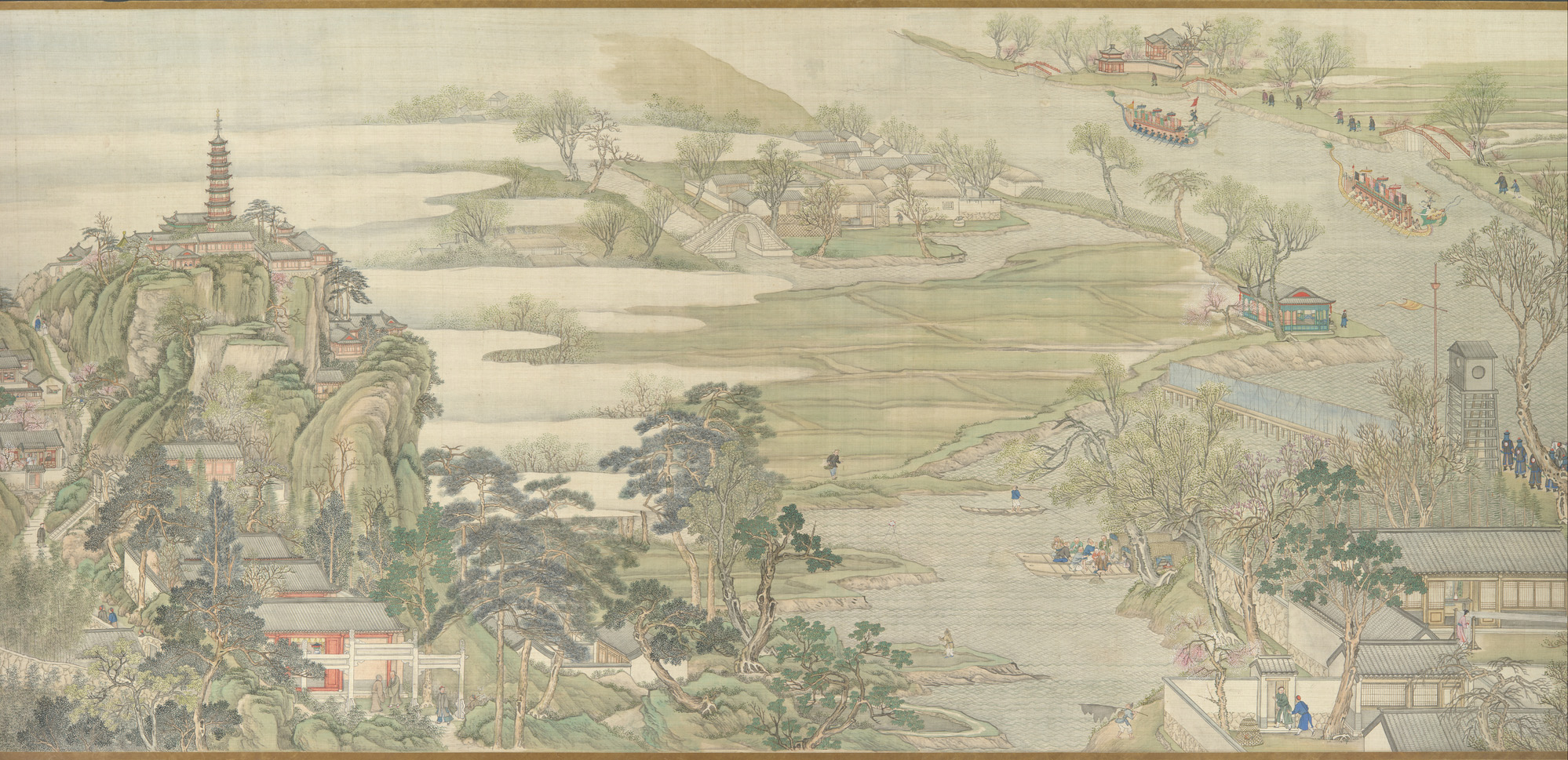
El Gran Canal cuyas aguas alimentaban al norte de China y proporcionaban dinero al gobierno.

El propio Trono instituyó algunas reformas fiscales, en gran medida entre los años 1870 y 1880, cuando el Hubu buscaba aumentar directamente los ingresos a medida que la nación se estabilizaba después de las calamidades de mediados de siglo; estas contribuyeron a la duplicación general de los ingresos del Trono que se produjo en el período 1850-1890; estas reformas fueron principalmente en forma de impuesto a la sal e impuestos varios y palidecieron en comparación con los ingresos de likin y aduanas.
Sin embargo, a pesar de la necesidad de mayores ingresos al final de las rebeliones, el gobierno Qing en realidad redujo los impuestos en la región baja del Yangtze en Zhejiang, esto equivalió a un recorte de impuestos del 20% equivalente a 800.000 shi por el impuesto al grano; simultáneamente, las autoridades provinciales redujeron aún más los impuestos informales reduciendo los impuestos en otros 860.000 shi y 3.500.000 cadenas de monedas de cobre; no hubo ningún intento de recuperar estos impuestos más tarde y, en su lugar, se hicieron más peticiones al trono para reducir aún más los impuestos; la única excepción fue Sichuan, que históricamente estaba subgravada debido a la severa destrucción de la transición Ming-Qing que despobló severamente la provincia; los recargos se mantuvieron en vigor en Sichuan, ya que solo alinearon los niveles de impuestos con el resto de China y no representaron una carga adicional más allá de los niveles normales de impuestos.
El aumento de los impuestos generado por el Hubu y en las áreas locales fue superado por los crecientes gastos, ya que la campaña para recuperar Sinkiang y otros gastos en la provincia totalizaron 50.000.000 de taels y la guerra franco-china otros 30.000.000 de taels; los desastres naturales y su prevención sumaron otros 30.000.000, así como 19 años de 5.000.000 (45.000.000) gastados en la armada imperial, equivalentes a casi dos años de gastos.
| Impuesto                                         | Edkins (1893) | Fairbank (promedio 1890-1895)       | Pao Chao (1887)                                    | Zhang      |
| ------------------------------------------------ | ------------- | ----------------------------------- | -------------------------------------------------- | ---------- |
| Impuesto sobre la tierra                         | 23,329,534    | 25,088,000                          | 31,184,042                                         | 23,170,000 |
| Impuestos varios                                 | 1,732,319     | 5,500,000                           |                                                    | 7,780,000  |
| Alquiler de propiedad estatal                    | 721,504       | N/A                                 |                                                    |            |
| Impuesto sobre los granos                        | 4,447,764     | 6,562,000                           | 123,600                                            | 8,400,000  |
| Impuesto sobre el opio                           |               | 2,229,000                           |                                                    |            |
| Tarifa de fusión                                 | 3,036,736     | N/A                                 |                                                    | 3,000,000  |
| Impuesto sobre la sal                            | 7,679,829     | 13,659,000                          | 12,500,000                                         | 13,650,000 |
| Aduanas nativas                                  | 2,844,375     | 1,000,000                           |                                                    |            |
| Likin                                            | 14,277,304    | 12,952,000 (excl. el opio y la sal) | 16,548,199                                         | 12,950,000 |
| Aduanas extranjeras                              | 16,801,180    | 21,989,000                          |                                                    | 22,990,000 |
| Compras de títulos                               | 4,090,171     | (en varios)                         |                                                    |            |
| Pago de impuestos previamente aplazados          | 2,093,993     |                                     |                                                    |            |
| Excedente causado por la disolución de tropas    | 2,055,301     |                                     |                                                    |            |
| Impuesto sobre los cereales recaudado en especie |               |                                     | 3.624.532 Shih de arroz 52.441.600 catties de heno |            |
| Gran total                                       | 83,110,009    | 88,979,000                          | 60,355,841                                         | 91,940,000 |

Según los datos existentes, se debe suponer que los ingresos rondan los 80-90.000.000 taels, ya que los datos incompletos de Pao Chao son inferiores a los de los otros, aunque los impuestos individuales enumerados son más altos; la falta de otros impuestos hace que sea difícil lograr una imagen completa.

#### Estudios topográficos
Following the introduction of the land survey ban in the 1740s no land surveys were conducted in the Qing dynasty until a century later in the 1850s when Hu Linyi ordered the implementation of new surveys to implement the other reform policy of formalising surcharges, this initial reform was slow but as the 1860s and 1870s progressed stability was restored and more provinces carried out renewed surveys. There was no opposition from the throne and what little local opposition remained was overcome by the pressing demand for revenue brought about by rebellion eventually even the frontier regions of Xinjiang, Taiwan and Manchuria carried out surveys and official tillage increased by over 10% from 800,000,000 mu to 910,000,000 but given the local nature and weak Qing bureaucracy it is probable that the actual figure was in excess of this figure.

#### 1894-1911
Tras la primera guerra sino-japonesa, la carga financiera del gobierno Qing se incrementó considerablemente, ya que no solo contrajo préstamos para financiar la guerra, sino que además tuvo que pagar la cuantiosa indemnización dictada por el Tratado de Shimonoseki. Entre 1894 y 1898, el gobierno Qing contrajo un total de 350.457.485 taels en préstamos con tipos de interés variables (4,5%-7%). Estos gastos adicionales desbarataron por completo el precario equilibrio presupuestario que mantenía el gobierno Qing hasta entonces, y la carga de los intereses y la devolución de los préstamos exigió un mayor aumento de los ingresos. Después del levantamiento de los bóxers se contrajeron otros préstamos no sólo para la indemnización de los bóxers sino también para otras necesidades, en particular los ferrocarriles; entre 1894 y 1911 se concertaron un total de 746.220.453 taels de préstamos, de los cuales 330.500.000 fueron para la construcción de ferrocarriles y asegurados por los propios ferrocarriles y, por lo tanto, no representaron una carga para el gobierno directamente; 25.500.000 se pidieron prestados para fines industriales, en concreto, las obras de Hanyang; 5.400.000 para infraestructura telegráfica y 640.000 para fines diversos. Estos préstamos e indemnizaciones fueron garantizados casi en su totalidad por los impuestos existentes y, por lo tanto, el Hubu fue despojado de millones de taels en ingresos, lo que creó un déficit de casi 17.000.000 de taels.
En 1899, el gasto del gobierno central alcanzó 101.000.000 de taels sobre un ingreso de 88.400.000 de taels; el mayor de estos gastos fue el servicio de la deuda externa, que ascendió al 30% de los ingresos y para pagar las deudas existentes se contrajeron más préstamos creando un ciclo interminable de deuda ya que el gobierno Qing se mostró reacio a aumentar los impuestos a la agricultura, su mayor sector económico.

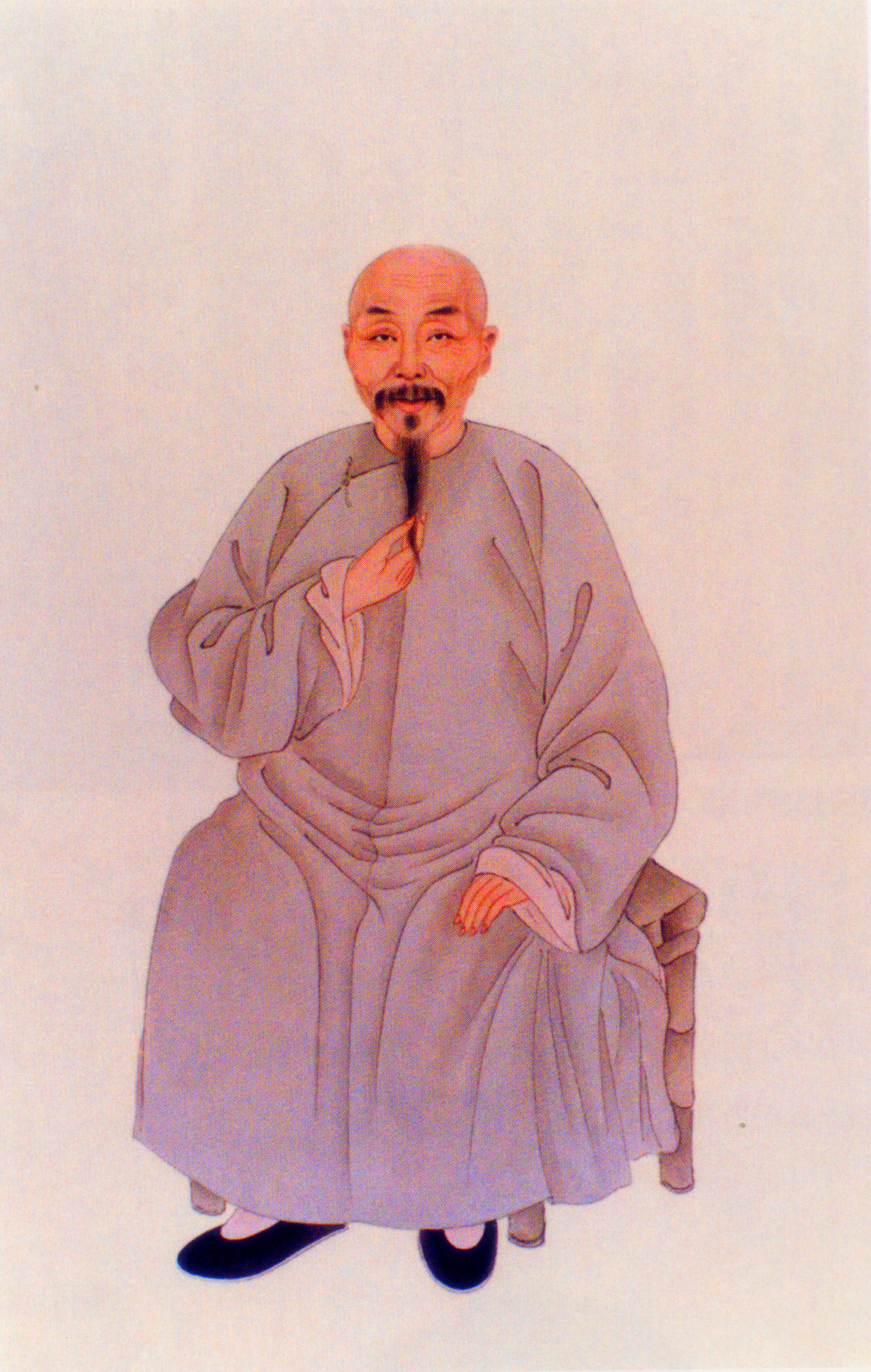
Feng Guifen, promotor de la muy retrasada transición de la recaudación de impuestos sobre los granos a la recaudación de impuestos sobre la plata

Se intentó recaudar fondos mediante bonos públicos: se ofreció un total de 100.000.000 al 5% de interés durante 20 años. Sin embargo, los comerciantes, la nobleza y otros posibles prestamistas consideraron las condiciones abusivas y desconfiaron de que el gobierno reembolsara la financiación, por lo que los bonos se suspendieron tras la venta de 1.000.000.
El gobierno Qing logró devolver casi 477.000.000 de taels en capital e intereses antes de su colapso; esto era el doble de la capitalización total de las empresas industriales Qing, tanto nacionales como extranjeras, y se financió en gran medida mediante una mayor carga fiscal sobre el ciudadano común, aunque la carga inicial en sí misma fue extremadamente liviana y no existe una correlación directa entre el aumento de impuestos y la revolución de Xinhai, a pesar de las descripciones comunes de los altos impuestos del gobierno Qing. Aunque esto aún dejaba una deuda pendiente de £139.000.000 (equivalente a más de 600.000.000 taels), que recayó sobre los hombros de la igualmente ineficaz República de China.

##### Transporte de granos
El transporte de grano, primero por el Gran Canal y luego por barco, fue una parte importante del sistema de gobierno Qing, ya que el grano transportado era responsable no solo de alimentar a la corte imperial, sino también a los abanderados y sus familias. Sin embargo, en 1901, este sistema fue abandonado debido a su ineficiencia inherente debido a sus costos, además del sufrimiento causado por los impuestos necesarios para financiarlo. En su lugar, se ordenó a las provincias que vendieran el grano recolectado a cambio de plata y lo enviaran por barco a un costo mínimo, guardando el excedente para el Hubu. Esta propuesta, originalmente hecha por Feng Guifen décadas antes, fue adoptada después de su muerte. Según Feng, cada picul (equivalente a shih) de grano costaba 18 taels para transportar. Sin embargo, en 1901, el transporte se realizaba principalmente por barco y, por lo tanto, era inmensamente más barato, a solo el 80% de un tael por picul/shih, lo que significa que el costo total de transporte por Pao Chao sería de poco menos de 2.900.000 taels anuales; un gran ahorro.

### Reformas finales
En 1901, el peso de la indemnización bóxer finalmente hizo que la Corte Qing se diera cuenta de su debilidad fiscal, y la necesidad de una reforma era inevitable. Así, por primera vez desde la década de 1720, el impuesto agrícola formal se incrementó gradualmente entre 1901 y 1911 en 18 millones de taels, un gran aumento en una tributación prácticamente estancada que ascendía a más del 50 %. Sin embargo, incluso este aumento del 50% dejó los impuestos agrícolas de Qing en menos del 1% o incluso el 0,3% según el Servicio Imperial de Aduanas Marítimas, que estimó que incluso un impuesto del 1% rendiría 250.000.000 de taels, incluso en comparación con la India agrícola que poseía en ese momento la mitad de la tierra cultivable de China: la India británica todavía logró recaudar el equivalente a 100.000.000 de taels en impuestos.
El cambio más importante, sin embargo, fue la sustitución del sistema de cuotas, en el que el gobierno gastaba solo según sus ingresos, por un presupuesto integral en el que se esperaba que los ingresos compensaran los gastos, lo que trastocó por completo las finanzas estatales. Las primeras implementaciones del presupuesto respondieron directamente a la indemnización de los bóxers, ya que la parte de la indemnización se transfirió a las provincias que debían contribuir. Hubei aumentó sus impuestos agrícolas en un 30% e instituyó un presupuesto para permitir que su contribución se pagara a tiempo; otras provincias siguieron este ejemplo; en Zhili, por ejemplo, los impuestos agrícolas se duplicaron. El gobierno central siguió poco después, ordenando auditorías y aumentando los impuestos universalmente, lo que supuso un drástico aumento de su presupuesto, que superó los 200.000.000 de taels, de los cuales 80.000.000 provenían de los impuestos sobre la sal, Lijin y el comercio, y el resto de la agricultura y los aranceles. Así, los ingresos aumentaron de 90.000.000 en 1894 a 123.000.000 en 1908 y a más de 200.000.000 en 1911.